# Hisako
Hisako ist ein weiblicher japanischer Vorname.

## Bekannte Namensträger
- Hisako Arakaki (* 1977), japanische Popsängerin
- Hisako Kanemoto (* 1987), japanische Synchronsprecherin
- Hisako Kyōda (* 1935), japanische Synchronsprecherin
- Hisako Matsubara (* 1935), japanische Schriftstellerin
- Hisako Mizui (* 1972), japanische Badmintonspielerin
- Hisako Mori (* 1964), japanische Badmintonspielerin
- Hisako Ōishi (1936–2012), japanische Politikerin
- Prinzessin Hisako von Takamado (* 1953), Ehefrau von Prinz Norihito von Takamado und Mitglied des Japanischen Kaiserhauses
- Hisako Toda (* um 1935), japanische Badmintonspielerin